# Nowa Wioska (województwo wielkopolskie)
Nowa Wioska – wieś w Polsce położona w województwie wielkopolskim, w powiecie kolskim, w gminie Olszówka.
W latach 1975–1998 miejscowość położona była w województwie konińskim.